# كيث بالمر
كيث بالمر (بالإنجليزية: Keith Palmer)‏ هو مغني ومغن مؤلف أمريكي، ولد في 23 يونيو 1957، وتوفي في 13 يونيو 1996 في وايت هاوس في الولايات المتحدة.

## وصلات خارجية
- كيث بالمر على موقع ميوزك برينز (الإنجليزية)
- كيث بالمر على موقع ديسكوغز (الإنجليزية)